# سام مور (لاعب كرة قدم)
سام مور (بالإنجليزية: Sam Moore)‏ هو لاعب كرة قدم أمريكي، ولد في 16 مارس 2001 في ريتشموند في الولايات المتحدة. لعب مع North Carolina Tar Heels men's soccer ‏.